# Ali Coumourgi
Ali Coumourgi (c'est-à-dire le charbonnier) fut un favori et grand vizir d'Ahmet III.

## Biographie
Il commandait à la bataille de Peterwaradin du 5 août 1716, où les Ottomans furent écrasés par l'armée autrichienne du prince Eugène, et fut mortellement blessé dans l'action. 
Fort hostile à Charles XII, il avait fait échouer ses projets d'alliance avec le sultan.
Voici la description que fait Voltaire de son rôle dans la chute du grand-vizir Chourlouli (en):

« Le sultan avait un jeune favori, qui a depuis gouverné l'empire ottoman, et a été tué en Hongrie, en 1716, à la bataille de Peterwaradin, gagnée sur les Turcs par le prince Eugène de Savoie. Son nom était Coumourgi Ali bacha. Sa naissance n'était guère différente de celle de Chourlouli : il était fils d'un porteur de charbon, comme Coumourgi le signifie; car coumour veut dire charbon en turc. L'empereur Achmet II, oncle d'Achmet III, ayant rencontré dans un petit bois, près d'Andrinople, Coumourgi encore enfant, dont l'extrême beauté le frappa, le fit conduire dans son sérail. Il plut à Mustapha, fils aîné et successeur de Mahomet. Achmet III en fit son favori. Il n'avait alors que la charge de selîctar aga, porte-épée de la couronne. Son extrême jeunesse ne lui permettait pas de prétendre à l'emploi de grand vizir ; mais il avait l'ambition d'en faire. La faction de Suède ne put jamais gagner l'esprit de ce favori. Il ne fut en aucun temps l'ami de Charles, ni d'aucun prince chrétien, ni d'aucun de leurs ministres; mais, en cette occasion, il servait le roi Charles XII sans le vouloir ; il s'unit avec la sultane Validé et les grands officiers de la Porte pour faire tomber Chourlouli, qu'ils haïssaient tous. Ce vieux ministre, qui avait longtemps et bien servi son maître, fut la victime du caprice d'un enfant et des intrigues d'un étranger. On le dépouilla de sa dignité et de ses richesses : on lui ôta sa femme, qui était fille du dernier sultan Mustapha ; et il fut relégué à Caffa, autrefois Théodosie, dans la Tartarie Crimée. On donna le bul, c'est-à-dire le sceau de l'empire, à Numan Couprougli, petit-fils du grand Couprougli qui prit Candie. »

— Voltaire, Histoire de Charles XII, 1730